# Ringstav

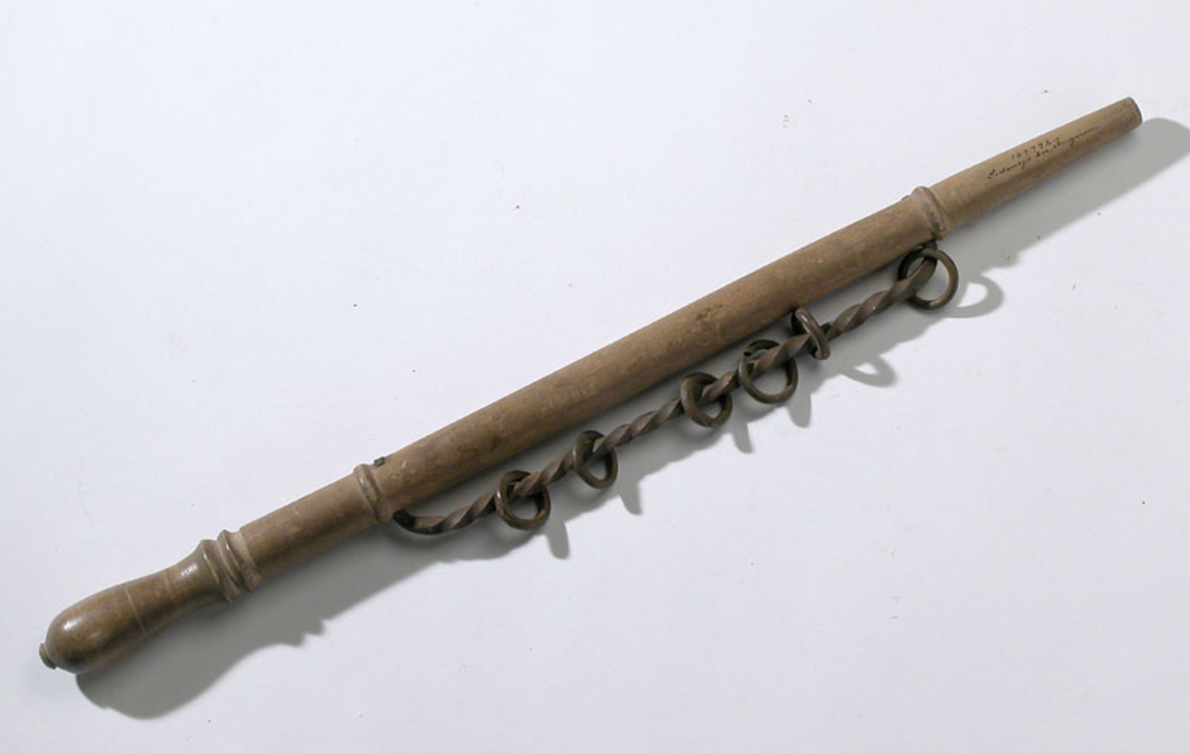
Ringstav

Ringstav är ett skramlande redskap som består av en stång med fästa ringar som skramlar mot varandra. Ringstavens skramlande användes förr av herdar för att driva boskapen med hjälp av ljudet.